# 阮玉嫻淑
嘉樂公主阮玉嫻淑（越南语：／；1828年6月15日—1864年12月2日），越南阮朝明命帝第二十九女，生母才人杜氏岡。

## 生平
明命九年五月四日（1828年6月15日），阮玉嫻淑在順化皇城出生。嗣德四年（1851年），公主24歲，下嫁掌衞阮文鳳之子阮文鵔。嗣德十七年十一月四日（1864年12月2日），嫻淑去世，享年三十七歲。嗣德帝追贈為嘉樂公主，諡慧雅。葬於承天府香水縣居正總楊春社。
嘉樂公主育有三子。